# Юрисконсулт
Юрисконсултът (на латински: juris-consultus – правовед, юридически съветник) е служител на организация (юридическо лице, едноличен търговец или самоосигуряващо се лице), който следи за съответствието на дейността на субекта на правото с изискванията на закона, като същевременно съблюдава правоотношенията на организацията с другите субекти. Юрисконсултите осъществяват и съдебно представителство, в рамките на съдебния процес.
Институтът на юрисконсулта възниква в римското право с началото на империума при Октавиан Август. В Древен Рим юрисконсултите са експерти на/по закона. Становищата на юрисконсултите под формата на юриспруденция по времето на император Октавиан Август били задължителни за съдилищата, за разлика от днес.
В България съществува професионално сдружение на юрисконсултите под формата на Национален съюз на юрисконсултите, който има за цел и утвърждаване на техния статут, понеже няма политическа воля за това у законодателя.